# Бизанос
Бизано́с (фр. Bizanos) — коммуна во Франции, находится в регионе Аквитания. Департамент — Атлантические Пиренеи. Входит в состав кантона По-3. Округ коммуны — По.
Код INSEE коммуны — 64132.

## География

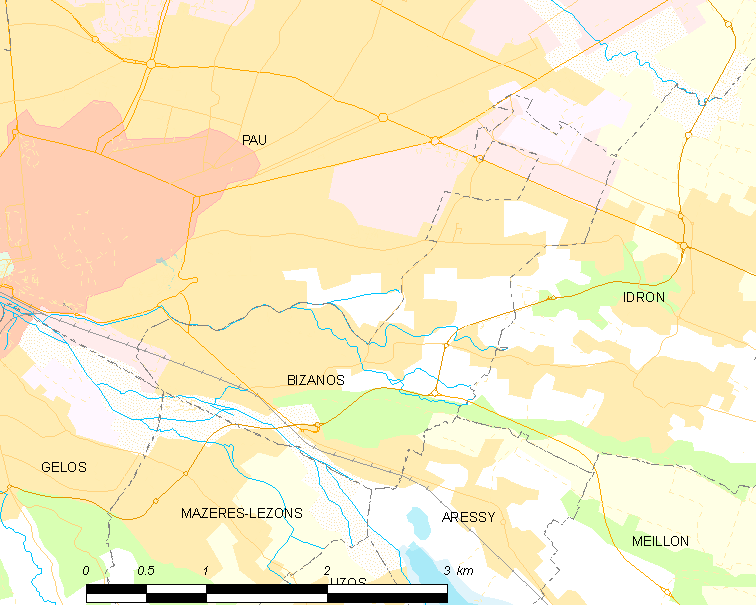
Карта коммуны

Коммуна расположена приблизительно в 660 км к югу от Парижа, в 175 км южнее Бордо, в 3 км к юго-востоку от По.
По территории коммуны протекает река Гав-де-По.

### Климат
Климат тёплый океанический. Зима мягкая, средняя температура января — от +5°С до +13°С, температуры ниже −10 °C бывают редко. Снег выпадает около 15 дней в году с ноября по апрель. Максимальная температура летом порядка 20-30 °C, выше 35 °C бывает очень редко. Количество осадков высокое, порядка 1100 мм в год. Характерна безветренная погода, сильные ветры очень редки.

## Население
Население коммуны на 2010 год составляло 4779 человек.
| 1962 | 1968 | 1975 | 1982 | 1990 | 1999 | 2010 |
| ---- | ---- | ---- | ---- | ---- | ---- | ---- |
| 3586 | 4039 | 4249 | 4134 | 4298 | 4674 | 4779 |

## Администрация
| Период | Период | Фамилия     | Партия                   | Примечания                   |
| ------ | ------ | ----------- | ------------------------ | ---------------------------- |
| 1995   | 2001   | Жан Латур   |                          |                              |
| 2001   | 2020   | Андре Арриб | Демократическое движение | генеральный советник кантона |

## Экономика
В 2010 году среди 2908 человек трудоспособного возраста (15-64 лет) 2147 были экономически активными, 761 — неактивными (показатель активности — 73,8 %, в 1999 году было 68,1 %). Из 2147 активных жителей работало 1950 человек (977 мужчин и 973 женщины), безработных было 197 (90 мужчин и 107 женщин). Среди 761 неактивных 293 человека были учениками или студентами, 234 — пенсионерами, 234 были неактивными по другим причинам.

## Достопримечательности
- Церковь Св. Магна (1874 год)[4]